# Willkommen bei Habib
Willkommen bei Habib ist ein deutscher Ensemblefilm aus dem Jahr 2013. Regie führte Michael Baumann. Das Drehbuch schrieb er zusammen mit Sabine Westermaier.
Es handelt von vier Tagen und einer turbulenten Nacht, nach denen nichts mehr ist wie es war. Ein traurig-komischer Großstadtfilm über das Glück des Verlierens und ein Heimweh, das größer ist als jedes Land.

## Handlung
Seit 25 Jahren führt Habib seinen Dönerstand am Stuttgarter Wilhelms-Platz. Hier kreuzen sich die Wege von vier extrem unterschiedlichen Typen, die sich irgendwann in ihrem Leben gründlich verzettelt haben. Unaufhaltsam offenbaren sich unter fahlem Laternenlicht vergessene Lebensträume und bittere Wahrheiten, bis ihnen das bisherige Leben um die Ohren fliegt. Vier Männer zwischen Katastrophe und Befreiung. Und immer wieder geht die Sonne auf.

## Festivals und Preise
- Thomas Strittmatter Drehbuchpreis 2012
- 47. Internationale Hofer Filmtage 2013 Förderpreis Neues Deutsches Kino Special Mention
- Rolf-Hans Müller Preis für die beste Filmmusik – Can Erdogan-Sus – nominiert
- 17th Shanghai International Film Festival 2014
- 35. Filmfestival Max Ophüls Preis, Saarbrücken 2014
- 10. Festival des deutschen Films, Ludwigshafen 2014
- 35. Biberacher Filmfestspiele 2013
- 7. Lichterfilmfest Frankfurt – International 2014

## Belege
1. ↑   Freigabebescheinigung für Willkommen bei Habib. Freiwillige Selbstkontrolle der Filmwirtschaft, November 2014 (PDF; Prüfnummer: 141 480 V).